# Carl Foreman
Carl Foreman (Chicago, Illinois, 23 de julio de 1914 – Beverly Hills, California, 26 de junio de 1984) fue un guionista y productor estadounidense incluido en la lista negra de Hollywood de personas supuestamente relacionadas con el Partido Comunista de Estados Unidos a mediados de la década de 1950.

## Biografía
Nacido en Chicago (Illinois) en el seno de una familia judía de clase media, Foreman estudió en la Universidad de Illinois. Como estudiante se convirtió en abogado del socialismo revolucionario afiliándose al Partido Comunista de los Estados Unidos. 
Después de graduarse en la universidad, Carl Foreman se trasladaría a Hollywood donde empezaría a escribir guiones. De 1941 a 1942 se vio implicado escribiendo tres guiones a la vez pero su carrera se vería interrumpida por el servicio militar durante la Segunda Guerra Mundial. A su retorno, Foreman se convertiría en uno de los mejores guionistas de Hollywood con éxitos como la película de 1949 Champion de Mark Robson y protagonizado por Kirk Douglas, por lo que Foreman recibiría su primera nominación a los Óscar.
En 1951, durante la producción de "High Noon" ("Solo ante el peligro" en España., "A la hora Señalada", en la Argentina) , Carl Foreman se vería obligado a comparecer ante el Comité de Actividades Antiestadounidenses. El guionista testificó que había sido un miembro de Partido Comunista cuando era joven y posteriormente se desilusionó y pidió la baja. Como no dio nombres de compañeros del partido, Foreman fue tildado de "testigo no cooperativo" y sería puesto en la lista negra a todos los estudios de Hollywood.
Carl Foreman fue el guionista de Solo ante el peligro, un film que sería una alegoría del Macarthismo. No estuvo en los créditos por su trabajo como ayudante de dirección cuando la película fue presentada en 1952. De todas maneras, Foreman recibió una nominación a los Óscar por su guion. Esta sería la última película en la que se le permitiría trabajar en los siguientes seis años. 
Sin trabajo, Foreman y otros marcados en la lista negra como Ring Lardner, Jr. se trasladarían a Inglaterra donde escribiría bajo seudónimo para que la película no se le cerraran las puertas en Hollywood. En 1956 coescribió junto a otro apestado por el maccarthismo, Michael Wilson, el guion de la aclamada El puente sobre el río Kwai, basado en la novela de Pierre Boulle. Ambos fueron nominados al Óscar al mejor guion adaptado. Cuando lo ganaron, tuvo que ir a buscarlo Pierre Boulle, que ni siquiera hablaba inglés. En 1984 y póstumamente sus nombres fueron añadidos a la lista de premiados. 
Además de su trabajo como guionista, Carl Foreman produjo diez películas, incluyendo la  él mismo dirigió, la antibélica Los vencedores, rodada íntegramente en el Reino Unido. En 1965 se convertiría en gobernador del British Film Institute, cargo que ocuparía hasta 1971. En 1970, Foreman recibió la Orden del Imperio Británico. Debido a su influencia en la industria británica, la Academia Británica de las Artes Cinematográficas y de la Televisión dedicó un Premio BAFTA en su honor, al mejor director, guionista o productor británico novel. 
Cercano a su muerte, Carl Foreman volvió a los Estados Unidos, donde moriría de un tumor cerebral en 1984 en Beverly Hills (California).

## Filmografía
Como guionista:
- El día del fin del mundo (When Time Ran Out...) (1980), de James Goldstone.
- Fuerza 10 de Navarone (Force 10 from Navarone) (1978), de Guy Hamilton.
- El joven Winston (Young Winston) (1972), de Richard Attenborough.
- El oro de MacKenna (Mackenna's Gold) (1969), de J. Lee Thompson.
- Los vencedores(The Victors) (1963), de Carl Foreman.
- Los cañones de Navarone (The Guns of Navarone) (1961), de J. Lee Thompson.
- La llave (The Key) (1958), de Carol Reed.
- El puente sobre el río Kwai (The Bridge on the River Kwai) (1957), de David Lean.
- Un sombrero lleno de lluvia (A Hatful of Rain) (1957), de Fred Zinnemann.
- El tigre dormido (The Sleeping Tiger) (1954), de Joseph Losey.
- Solo ante el peligro (High Noon) (1952), de Fred Zinnemann.
- Cyrano de Bergerac (Cyrano de Bergerac) (1950), de Michael Gordon.
- Hombres (The Men, 1950), de Fred Zinnemann.
- El trompetista (Young Man with a Horn) (1950), de Michael Curtiz.
- Acusado a traición (The Clay Pigeon), de Richard Fleischer.
- Home of the Brave (1949), de Mark Robson.
- Champion (1949), de Mark Robson.
- So This Is New York (1948), de Richard Fleischer.
- Dakota (Dakota) (1945), de Joseph Kane.
- Rhythm Parade (1942), de Howard Bretherton.
- Spooks Run Wild (1941), de Phil Rosen.
- Bowery Blitzkrieg (1941), de Wallace Fox.

Como productor:
- The Golden Gate Murders (1979), de Walter Grauman.
- El joven Winston (Young Winston) (1972), de Richard Attenborough.
- Living Free (1972), de Jack Couffer.
- El oro de MacKenna (Mackenna's Gold) (1969), de J. Lee Thompson.
- The Virgin Soldiers (1969), de John Dexter.
- Otley (1968), de Dick Clement.
- Los vencedores(The Victors) (1963), de Carl Foreman.
- Un golpe de gracia (The Mouse That Roared) (1959), de Jack Arnold.
- Los cañones de Navarone (The Guns of Navarone) (1961), de J. Lee Thompson.
- La llave (The Key) (1958), de Carol Reed.
- Solo ante el peligro (High Noon) (1952), de Fred Zinnemann.

Como director:
- Los vencedores(The Victors) (1963).

## Premios y distinciones
Premios Óscar
| Año  | Categoría               | Película                    | Resultado |
| ---- | ----------------------- | --------------------------- | --------- |
| 1950 | Mejor guion             | Champion                    | Nominado  |
| 1951 | Mejor argumento y guion | Hombres                     | Nominado  |
| 1953 | Mejor guion original    | Solo ante el peligro        | Nominado  |
| 1958 | Mejor guion adaptado    | El puente sobre el río Kwai | Ganador   |
| 1962 | Mejor película          | Los cañones de Navarone     | Nominado  |
| 1962 | Mejor guion adaptado    | Los cañones de Navarone     | Nominado  |
| 1973 | Mejor guion adaptado    | El joven Winston            | Nominado  |

### Otros premios
- 1953: WGA Award for Best Written American Drama - High Noon
- 1973: Writers' Guild of Great Britain for Best British Screenplay - El joven Winston

### Nominaciones
- 1950: WGA Award for Best Written American Drama - Champion
- 1951: WGA Award for Best Written American Drama - Hombres
- 1953: Globo de Oro al mejor guion - High Noon
- 1962: BAFTA Award for Best British Screenply - Los cañones de Navarone